# Jimbung (Kedungtuban)
Jimbung is een bestuurslaag in het regentschap Blora van de provincie Midden-Java, Indonesië. Jimbung telt 2442 inwoners (volkstelling 2010).